# Oreogrammitis oncobasis
Oreogrammitis oncobasis är en stensöteväxtart som först beskrevs av Michael Greene Price, och fick sitt nu gällande namn av Barbara S. Parris. Oreogrammitis oncobasis ingår i släktet Oreogrammitis och familjen Polypodiaceae. Inga underarter finns listade.